# 卡迪峽谷 (加利福尼亞州)
卡迪峽谷（英語：Cuddy Canyon）是位於美國加利福尼亞州克恩縣的一個非建制地區。該地的面積和人口皆未知。

## 地理
卡迪峽谷的座標為35°49′05″N 118°53′05″W / 35.81806°N 118.88472°W，而該地的平均海拔高度為1165米（即3822英尺）。